# Opius ulaanus
Opius ulaanus är en stekelart som beskrevs av Fischer 1971. Opius ulaanus ingår i släktet Opius och familjen bracksteklar. Inga underarter finns listade i Catalogue of Life.